# Naczelna Rada Ludowa

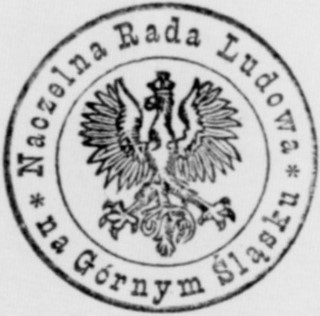
Pieczęć Naczelnej Rady Ludowej na Górnym Śląsku z 30 IX 1921 roku

Naczelna Rada Ludowa (NRL) – organizacja polityczna zaboru pruskiego.

## Historia
Powstała w 1916 w Poznaniu jako nielegalny Komitet Międzypartyjny, nazywany też Centralnym Komitetem Obywatelskim. Wśród partii największy wpływ na pracę komitetu miało Stronnictwo Narodowo-Demokratyczne. NRL popierała ententę, ściśle współpracując z założonym 15 sierpnia 1917 w Lozannie i prowadzonym przez Romana Dmowskiego, Komitetem Narodowym Polskim w Paryżu, który uznawała za legalne władze Polski. W dniu podpisania rozejmu przez Niemcy, 11 listopada 1918 Komitet ujawnił się zmieniając nazwę na Radę Ludową, a dzień później wyłonił Tymczasowy Komisariat w skład którego weszli: ksiądz Stanisław Adamski, Wojciech Korfanty i Adam Poszwiński. 14 listopada ponownie zmieniono nazwę, na Naczelną Radę Ludową. Polski Sejm Dzielnicowy, który obradował w Poznaniu, 5 grudnia uznał NRL za legalną władzę państwową, zaś 6 grudnia NRL wyłonił Komisariat, czyli organ wykonawczy, w składzie:
- ksiądz Stanisław Adamski i Władysław Seyda z Wielkopolski
- Wojciech Korfanty i Józef Rymer ze Śląska
- Stefan Łaszewski z Pomorza Gdańskiego
- Adam Poszwiński z Kujaw

Powołano podkomisariaty w Bytomiu (jego przewodniczącym był adwokat Kazimierz Czapla) i Gdańsku. Początkowo NRL popierała pokojowe przejęcie ziem zaboru pruskiego przez odradzające się państwo polskie, jednak wybuch powstania wielkopolskiego wymusił zmianę stanowiska i przejęcie kontroli cywilnej i wojskowej nad wyzwolonymi ziemiami. Po zakończeniu powstania uzgodniono stopniowe włączanie Wielkopolski w ramy odrodzonego państwa. W tym celu, zgodnie z ustawą Sejmu Ustawodawczego, 12 sierpnia 1919 powołano Ministerstwo byłej Dzielnicy Pruskiej, na czele którego stanął Władysław Seyda. Następnie 19 sierpnia NRL uległa samorozwiązaniu. Komisariat rozwiązał się tego samego dnia. Zakończyło to proces przejmowania władzy w Wielkopolsce przez Rząd RP.
Naczelna Rada Ludowa nie została rozwiązana na Górnym Śląsku. Po zakończeniu III powstania śląskiego do maja 1922 w NRL pracował prawnik Paweł Kempka, który w tym czasie zorganizował struktury następujących wydziałów tworzonego Śląskiego Urzędu Wojewódzkiego w Katowicach: Samorządnego, Robót Publicznych oraz Bezpieczeństwa Publicznego.
Z ramienia Komisariatu Naczelnej Rady Ludowej, dwukrotnie reprezentował Polskę na konferencji pokojowej w Paryżu Józef Rymer. Jednym z rozporządzeń NRL było wprowadzenie ośmiogodzinnego dnia pracy w handlu i przemyśle na podległych sobie terenach.

## Literatura
- „Kronika Miasta Poznania” numer 4, 1998, Naczelna Rada Ludowa. ISSN 0137-3552.